# Izrael politikai élete
Izraelben a politikát a cionista pártok uralják. Hagyományosan három táborra oszthatók, amelyek közül az első kettő a legnagyobb: a munkáscionizmus, a revizionista cionizmus és a vallási cionizmus. Számos nem cionista ortodox vallási párt és nem cionista világi baloldali csoport, valamint nem cionista és anticionista izraeli arab párt is létezik.

## Politikai feltételek

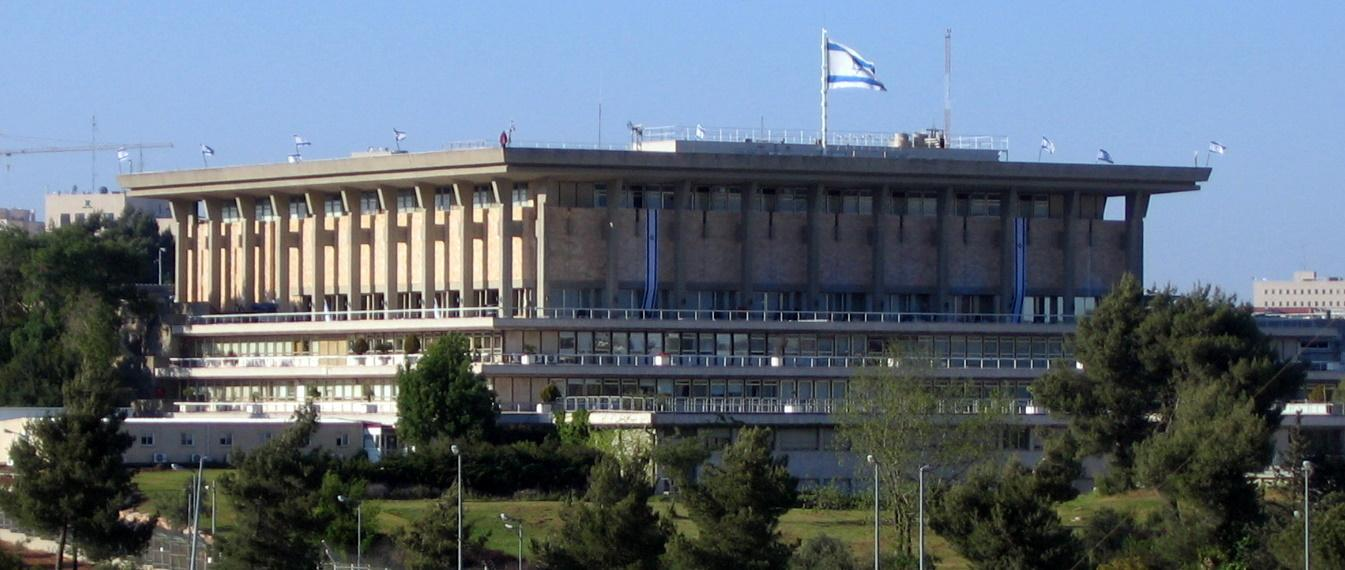
Izrael parlamentje

Golda Meir, Izrael miniszterelnöke 1969 és 1974 között, egyszer azzal viccelődött, hogy „Izraelben 3 millió miniszterelnök van”. Az arányos képviselet sajátos változata, amelyben az egész ország egyetlen választókerület, nagyszámú politikai párt megalakulását ösztönzi, amelyek közül sok nagyon speciális platformmal rendelkezik, és gyakran egy-egy érdekcsoport elveit hirdeti. A hasonló mandátumok elterjedtsége összeadódik a legnagyobb pártok körében, amely azt jelenti, hogy a kisebb pártok méretükhöz képest aránytalanul erős befolyással rendelkezhetnek. A kisebb pártok királycsináló képességüknek köszönhetően gyakran használják fel ezt a státuszt a törvényhozás blokkolására vagy a saját napirendjük előmozdítására, még a hivatalban lévő nagyobb párt kiáltványával ellentétben is.
Izrael 1948-as megalapításától az 1977. májusi választásig Izraelt egymást követő koalíciós kormányok irányították, amelyeket Mapaj vagy a Mapaj által uralt Alignment vezettek. 1967 és 1970 között a nemzeti egységkormányban az Izraeli Kommunista Párt két frakciója kivételével valamennyi izraeli párt részt vett. Az 1977-es választások után a revizionista cionista Likud blokk (amely akkor Herutból, a liberálisokból és a kisebb La'am Pártból állt) került hatalomra, és koalíciót kötött a Nemzeti Vallási Párttal, az Agudat Israellel és másokkal.

## Fordítás
Ez a szócikk részben vagy egészben az Politics of Israel című angol Wikipédia-szócikk ezen változatának fordításán alapul.  Az eredeti cikk szerkesztőit annak laptörténete sorolja fel. Ez a jelzés csupán a megfogalmazás eredetét és a szerzői jogokat jelzi, nem szolgál a cikkben szereplő információk forrásmegjelöléseként.